# انجیرک (اراک)
انجیرک (اراک) روستایی از توابع بخش مرکزی شهرستان اراک در استان مرکزی ایران است.

## جمعیت
این روستا در دهستان امان آباد قرار دارد و براساس سرشماری مرکز آمار ایران در سال ۱۳۸۵، جمعیت آن ۳۰۳ نفر (۸۶خانوار) بوده است. مردم این روستا عمدتاً به زبان ترکی صحبت می‌کنند ولی بخشی از آنها هم به زبان فارسی .    

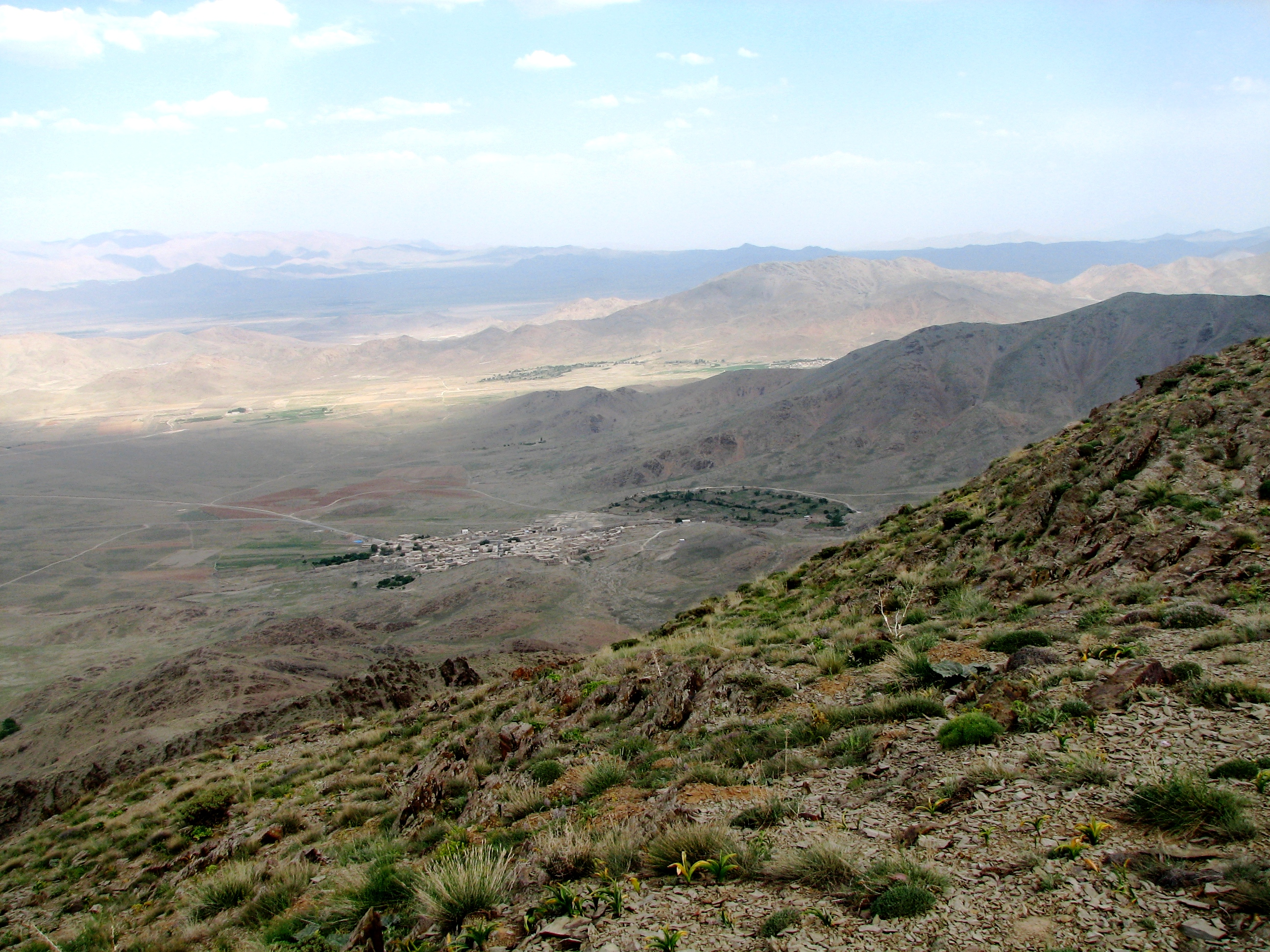
روستای انجیرک و سوارآباد